# Zwanenmolen
Zwanenmolen is een watercarrousel in het Nederlandse attractiepark Avonturenpark Hellendoorn.

## Geschiedenis
De attractie staat sinds 1988 in het themagebied Dreumesland. De attractie is gebouwd door Metallbau Emmeln.
In de attractie nemen kinderen plaats in een karretjes in de vorm van een zwaan die in het water ligt en die rondjes om de as rijdt. De watercarrousel bestaat uit 12 zwanen waar 1 kind per zwaan in past.

## Lengte
Om de Zwanenmolen te mogen betreden dient de gast minimaal 90 cm te zijn. Er geldt ook een maximum lengte van 120 cm.
Afbeeldingen
 · Lijst van attracties